# Karzcino
Karzcino (pot. Karżcino, kaszb. Karzcëno lub Karcëno, niem. Karzin) – wieś w Polsce położona w województwie pomorskim, w powiecie słupskim, w gminie Redzikowo.
W latach 1975–1998 miejscowość administracyjnie należała do województwa słupskiego.

## Nazwa
Nazwa ma genezę słowiańską i charakter topograficzny. Powstała przez dodanie do pomorskiej nazwy pospolitej charst : charšt „liche siano” (por. pol. chrust) formantu -ino. Friedrich Lorentz odnotował formę nazwy w lokalnych gwarach słowińskich: Kãřcänɵ – wraz z nazwami mieszkańców, zarówno z pominiętym formantem -in-: Kãřcȯu̯n, Kãřcȯu̯nkă „karzcinianin, karzcinianka”, jak i w postaci pełnej: : Kãřcäńȯu̯n, Kãřcäńȯu̯nkă „ts.”. Niemiecka nazwa Karzin jest adaptacją fonetyczną pierwotnej nazwy słowiańskiej. Polska forma Karzcino w miejsce oczekiwanej *Charścino jest wynikiem błędnej resubstytucji nazwy niemieckiej.
Rada Języka Kaszubskiego proponuje kaszubską formę Karzcëno.

## Zabytki
We wsi znajdują się następujące obiekty zabytkowe wpisane do rejestru państwowego:
- folwark, neogotycki z wieżą, blankami, sterczynami i wykuszami[10]
- spichlerz z 1863, neogotycki[11].

Obiektem o znaczeniu historycznym jest:
- pałac w Karzcinie neobarokowy z falistymi szczytami i ośmioboczną wieżyczką[10]